# Cateristis
Cateristis is een geslacht van vlinders van de familie sneeuwmotten (Lyonetiidae).

## Soorten
- C. eustyla Meyrick, 1889
- C. triradiata Turner, 1926